# مانکولام (سری‌لانکا)
مانکولام (به لاتین: Maankulam) یک منطقهٔ مسکونی در سری‌لانکا است که در ناحیه مولایتیوو واقع شده‌است.